# 유럽 고속도로 94호선
유럽 고속도로 94호선(European route E94)은 그리스의 코린토스에서 아테네까지 이어주는 총 연장 83 km의 거리를 가진 국제 E-road 네트워크 간선 도로망이다. 기점인 코린토스에서는 모터웨이 6호선 (그리스)과 만나고, 중간에는 메가라와 엘레프시나를 경유하고 있지만, 다시 그리스의 동부 지역의 만이기도 하는 사로니코스만을 위시하고 있는 그리스의 수도인 아테네까지 이어준다.

## 갤러리

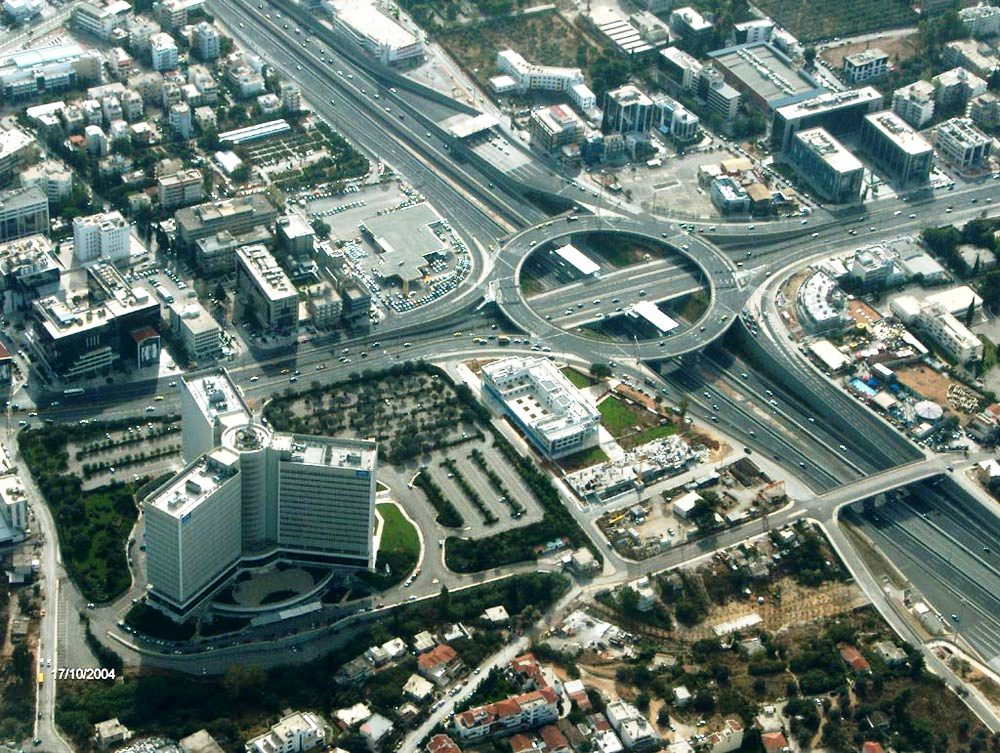
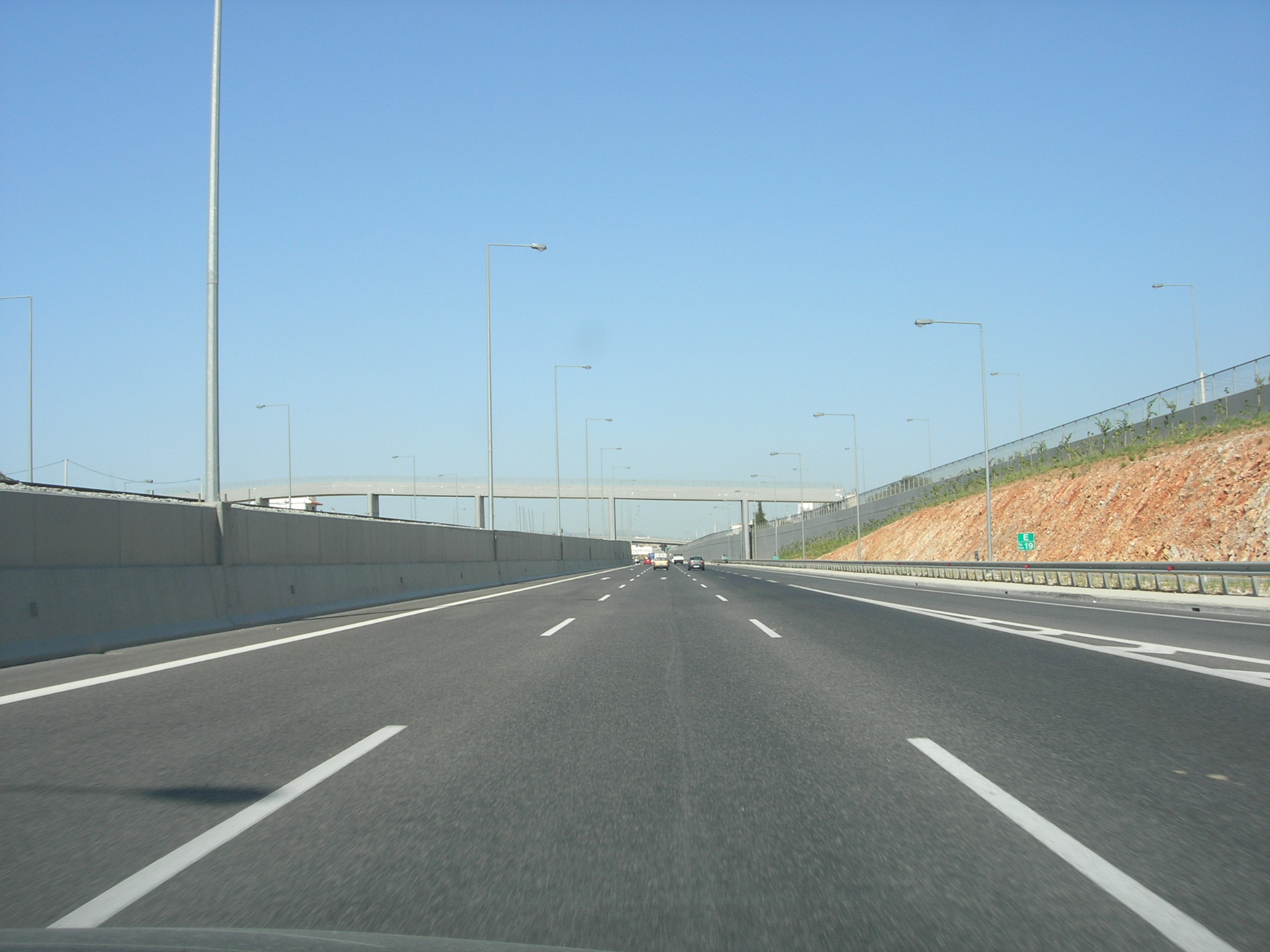
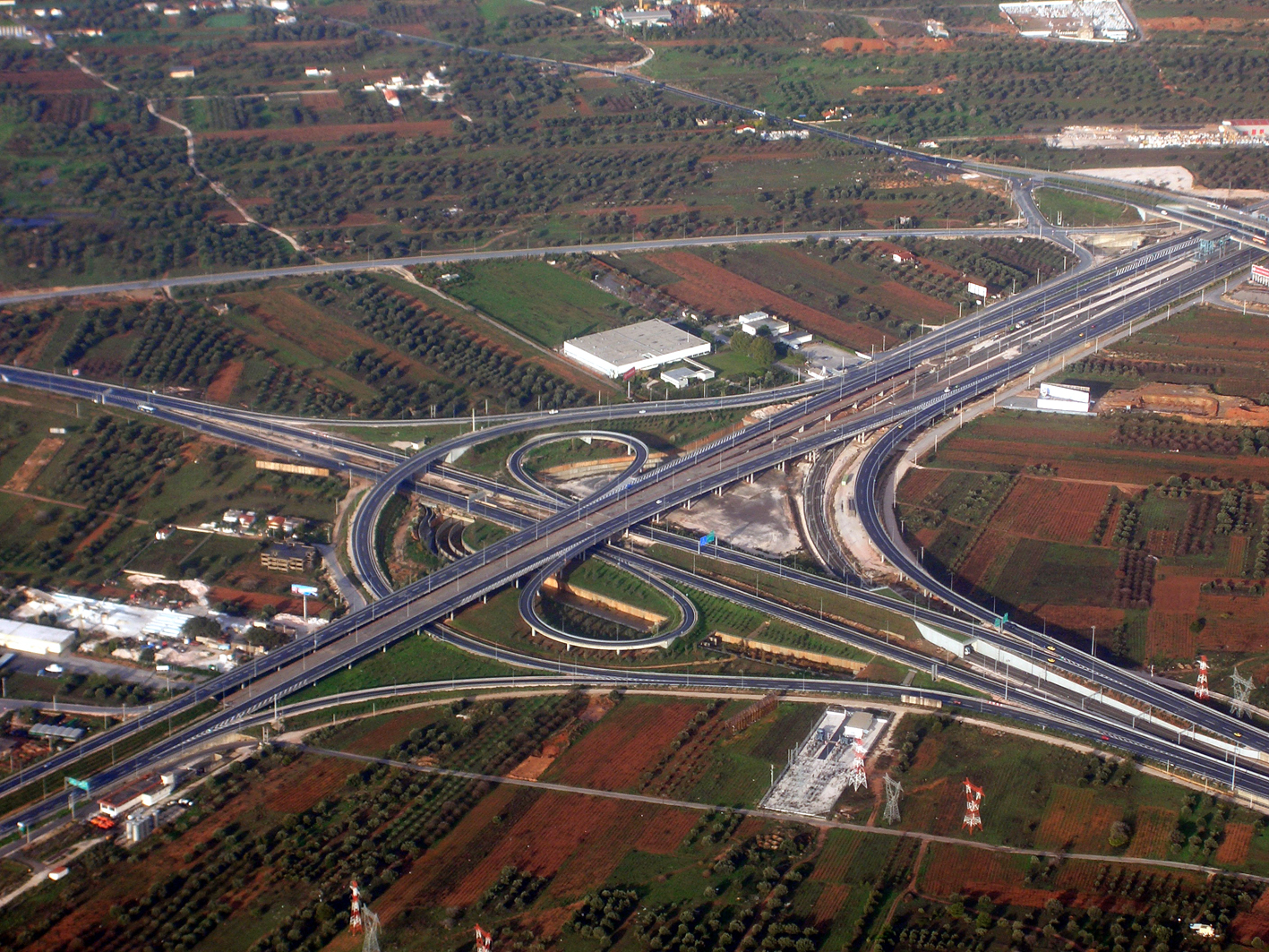
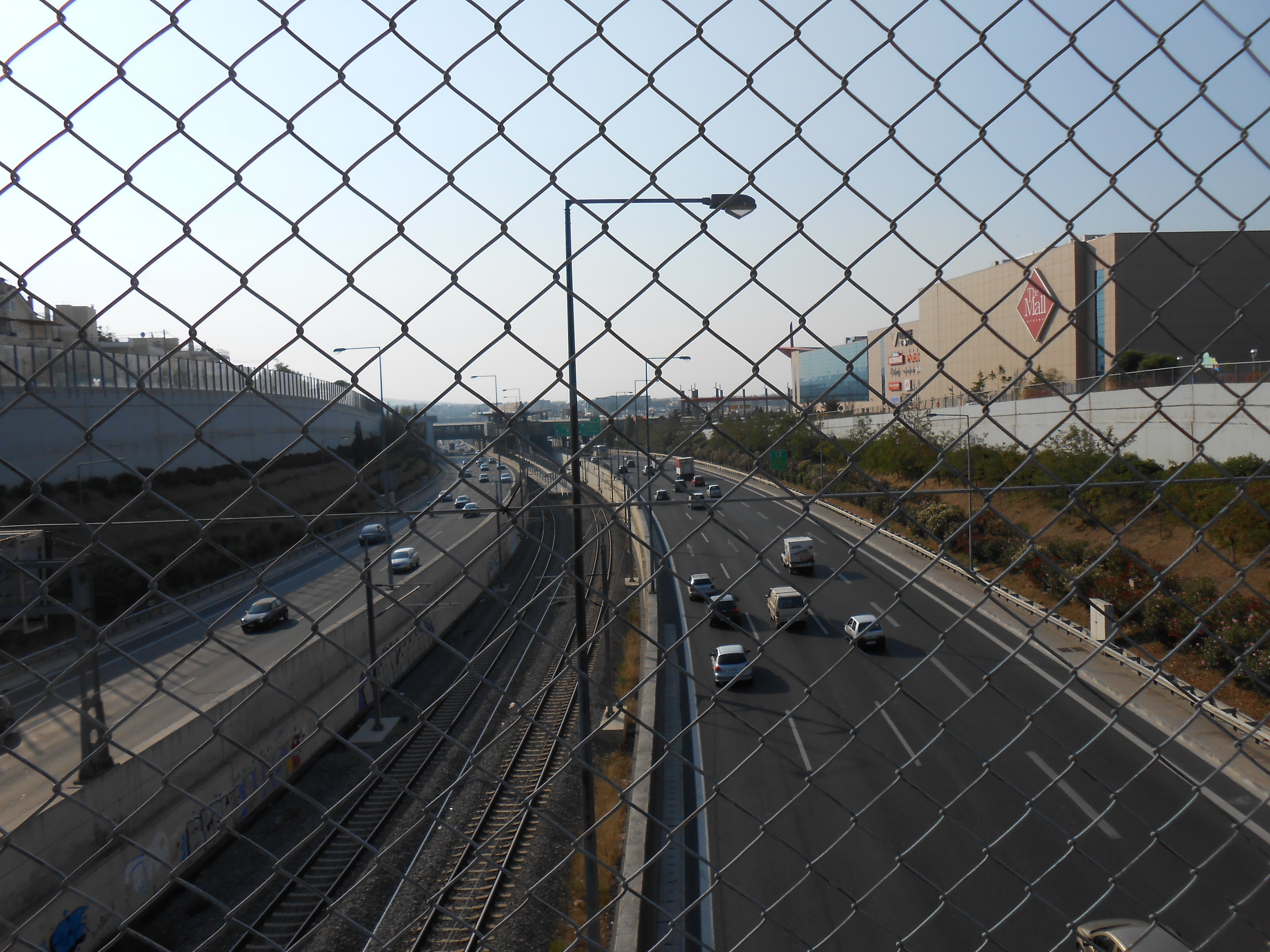